# Frihedsråd

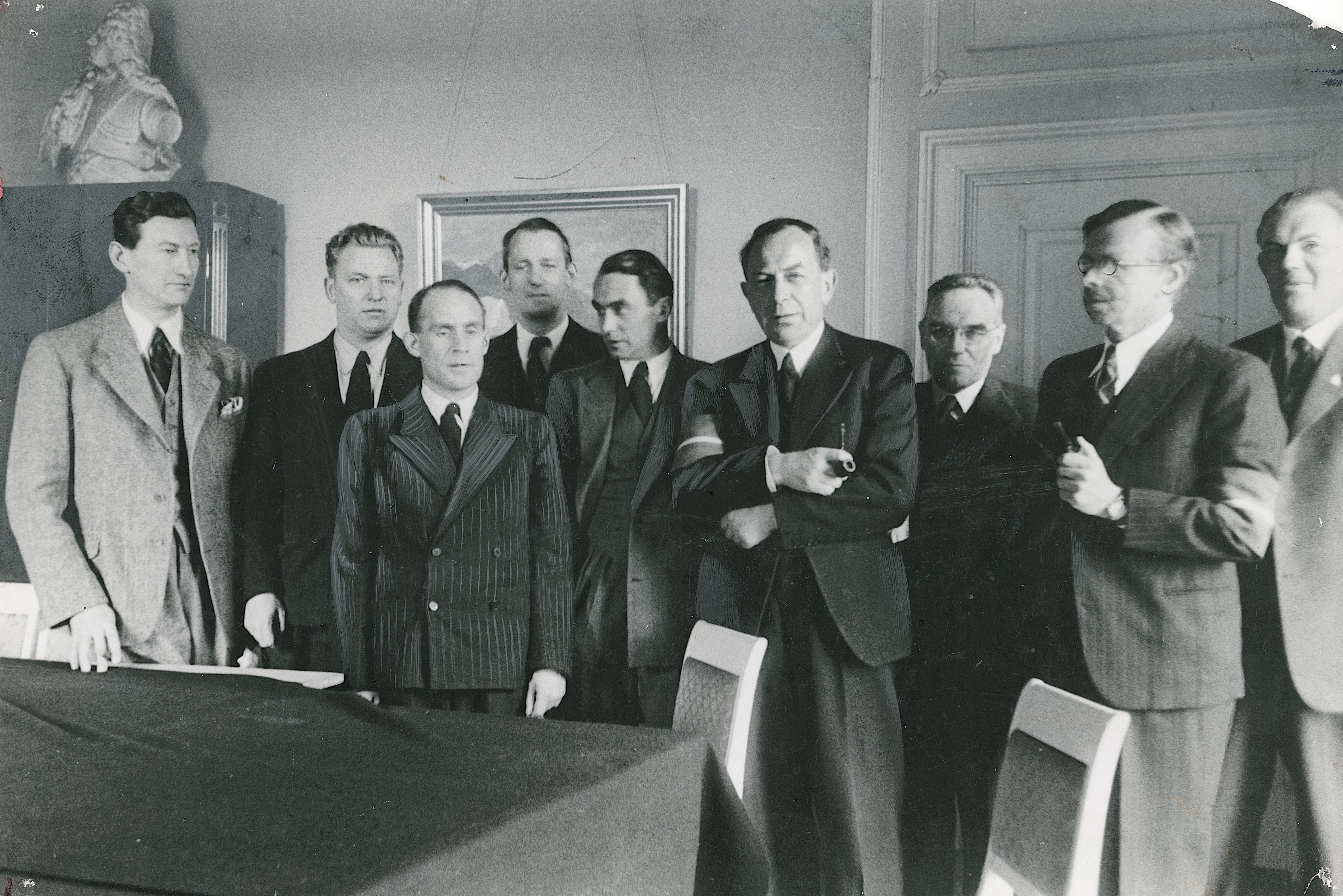
Frihedsråd – zdjęcie z 1945 roku

Frihedsråd (pol. Rada Wolności) – duńska konspiracyjna formacja polityczna, ośrodek kierowniczy ruchu oporu w czasie II wojny światowej.

## Historia
Frihedsråd została utworzona w dniu 16 września 1943 roku na konspiracyjnym zebraniu w Kopenhadze, na którym zebrali się przedstawiciele partii politycznych oraz grup ruchu oporu przeciwko okupacji niemieckiej. 
W skład rady weszli przedstawiciele następujących ugrupowań: Komunistyczna Partia Danii (przedstawiciel – Børge Houmann), Zjednoczenie Duńskie ((duń.) Dansk Samling, przedstawiciel – Arne Sørensen), Frit Danmark (przedstawiciel – Mogens Fog), Ringen (przedstawiciel – Frode Jakobsen), a ponadto niezrzeszeni przedstawiciele ruchu oporu: Erling Foss, Aage Schoch (dziennikarz, redaktor pisma Nationaltidende), Arne Noe-Nygaard (profesor geologii). W późniejszym okresie w skład rady wszedł także przedstawiciel duńskiej SOE – Fleming Muus (zastąpiony w 1945 roku przez Ole Lippmanna), a także biskup Kościół Ewangelicko-Luterański Danii Hans Øllgaard. W ten sposób rada stała się głównym ośrodkiem kierowniczym ruchu oporu w Danii.
W dniu 16 stycznia 1944 roku w radzie powołano Wydział Wojskowy ((duń.) Militær Udvallg), który miał za zadanie koordynowanie akcji sabotażowych i zbrojnych grup bojowych ruchu oporu.  
Rada została uznana w 1944 roku przez koalicję antyhitlerowską za reprezentację narodu duńskiego i miała swoich przedstawicieli w Londynie (przedstawiciel – John Christmas Møller), Moskwie (Thomas Døssing) i Sztokholmie (Ebbe Munck, później Erling Foss).
Rada odegrała szczególną rolę w trakcie wielkiego strajku w Danii w czerwcu – lipcu 1944 roku, który stał się początkiem masowego oporu Duńczyków przeciwko okupacji niemieckiej i swoją pozycję zachowała do zakończenia II wojny światowej. Została ona rozwiązana w lipcu 1945 roku, przekształcając się w Radę Konsultacyjna Ruchu Wolności, działała ona do października 1946 roku.